# Бремя страстей человеческих (фильм, 1934)
«Бремя страстей человеческих» (англ. Of Human Bondage) — американский фильм-драма 1934 года, снятый Джоном Кромвеллом по мотивам романа Уильяма Сомерсета Моэма «Бремя страстей человеческих». Для Бетт Дэйвис роль в этой картине стала прорывом в мир большого кинематографа, она вышла на новый уровень актерского мастерства, исполнив роль своенравной официантки Милдред Роджерс. Её игра стала настоящим открытием, в 1935 году Бетт Дэйвис за роль Милдред была впервые номинирована на премию Оскар, уступив награду актрисе Клодетт Кольбер.

## Сюжет
Филип Кэри (Лесли Ховард), хромой сирота, рано лишившийся родительской заботы и ласки. Его судьба прослеживается от несчастливого детства, чрез тернии студенческих лет, до становления и возмужания. Филип мучительно ищет своё призвание и пытается понять — в чём же состоит смысл жизни. Ему предстоит испытать немало разочарований и расстаться со многими иллюзиями, прежде чем он сумеет найти свой ответ на этот вопрос…

## В ролях
- Бетт Дейвис — Милдред Роджерс
- Лесли Говард — Филипп Кэри
- Фрэнсис Ди — Салли Ателни
- Реджинальд Шеффилд — Сирил Дансфорд
- Реджинальд Оуэн — Торп Ателни
- Кей Джонсон — Нора
- Реджинальд Денни — Гарри Гриффитс
- Алан Хейл — Эмиль Миллер
- Темпе Пиготт — Агнес Холлет, домовладелица Филиппа
- Десмонд Робертс — доктор Джейкобс